# Kolari, Pajala kommun
För andra betydelser, se Kolari.
Kolari är en ort i Pajala kommun. 

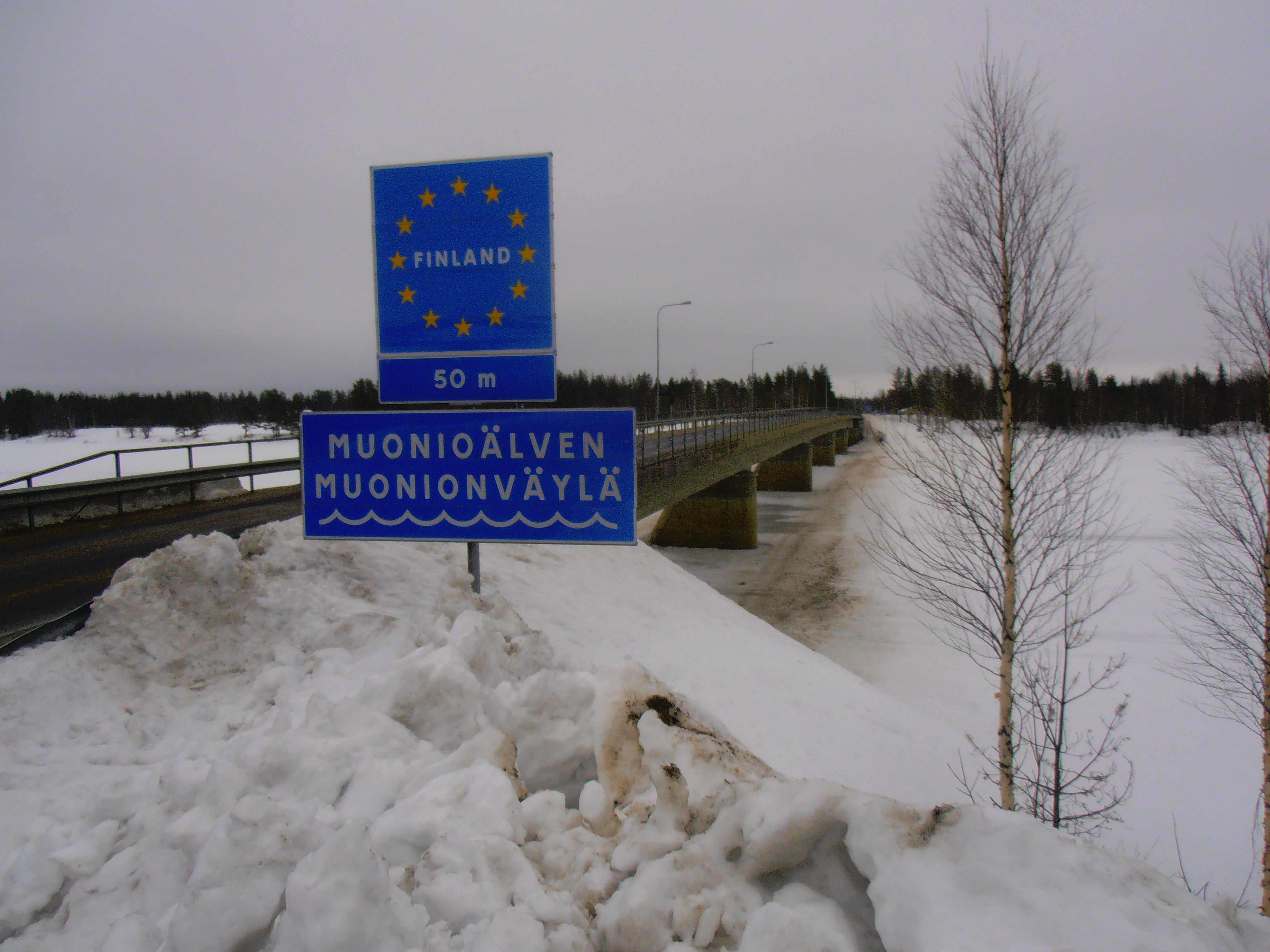
Bron vid Kaunisjoensuu i mars 2016.

Kolari är beläget cirka 30 kilometer norr om Pajala, invid Muonioälvens strand. På andra sidan älven finns finska Kolari kyrkoby och Kolarinsaari. En bro över älven finns närmast vid Kaunisjoensuu via länsväg 403. 
Kolari består av tre huvuddelar: Airivaara, Niemi och Mella (kallas också Ylipää, Keskikylä och Mellanpää). I april 2016 fanns det enligt Ratsit 40 personer över 16 år registrerade under ortsnamnet Kolari. Vid folkräkningen år 1890 fanns det 41 personer som var skrivna i Kolari.

## Väg
Kolariborna fick väg till Aareavaara 1930, och till Pajala 1933. Vägbygget till Pajala försenades på grund av att det saknades pengar till delen mellan Törmäsniva och Kaunisjoensuu. Bron över Kaunisjoki byggdes 1932.